# Upper Austria Ladies Linz 2024
Upper Austria Ladies Linz 2024 byl tenisový turnaj na ženském profesionálním okruhu WTA Tour hraný v Design Center Linz. Třicátý třetí ročník Linz Open probíhal mezi 29. lednem a 4. únorem 2024 v rakouském Linci na tvrdém povrchu Rebound Ace.
Turnaj dotovaný 802 237 eury patřil poprvé do kategorie WTA 500, do níž byl povýšen z úrovně WTA 250. V letech 1998–2008 již probíhal v předchůdkyni kategorie WTA 500, existující pod názvem Tier II. Nejvýše nasazenou singlistkou se stala dvanáctá tenistka světa Jeļena Ostapenková z Lotyšska. Jako poslední přímá účastnice do dvouhry nastoupila francouzská 52. hráčka žebříčku Clara Burelová. V důsledku invaze Ruska na Ukrajinu na konci února 2022 řídící organizace tenisu ATP, WTA a ITF s grandslamy rozhodly, že ruští a běloruští tenisté mohli dále na okruzích startovat, ale do odvolání nikoli pod vlajkami Ruska a Běloruska.
Osmý singlový titul na okruhu WTA Tour, a čtvrtý v kategorii WTA 500, vybojovala 26letá Jeļena Ostapenková, jež se po skončení posunula na 11. místo žebříčku. Čtyřhru ovládly Italky Sara Erraniová s Jasmine Paoliniovou, které  získaly druhou společnou trofej.

## Rozdělení bodů a finančních odměn

### Rozdělení bodů
| Soutěž  | Soutěž      | vítězky | finalistky | semifinalistky | čtvrtfinalistky | 16 v kole | 32 v kole | Q  | Q2 | Q1 |
| ------- | ----------- | ------- | ---------- | -------------- | --------------- | --------- | --------- | -- | -- | -- |
| dvouhra | [ 2 ] [ 6 ] | 500     | 325        | 195            | 108             | 60        | 1         | 25 | 13 | 1  |
| čtyřhra | [ 7 ]       | 500     | 325        | 195            | 108             | 1         | —         | —  | —  | —  |

### Finanční odměny
| Soutěž                                | Soutěž      | vítězky   | finalistky | semifinalistky | čtvrtfinalistky | 16 v kole | 32 v kole | Q2      | Q1      |
| ------------------------------------- | ----------- | --------- | ---------- | -------------- | --------------- | --------- | --------- | ------- | ------- |
| dvouhra                               | [ 2 ] [ 6 ] | 123 480 € | 76 225 €   | 44 525 €       | 21 660 €        | 11 823 €  | 8 542 €   | 5 739 € | 2 935 € |
| čtyřhra                               | [ 7 ]       | 41 210 €  | 24 970 €   | 14 280 €       | 7 400 €         | 4 470 €   | —         | —       | —       |
| částka ve čtyřhrách je uvedena na pár |             |           |            |                |                 |           |           |         |         |

## Ženská dvouhra

### Nasazení
| Stát                          | Hráčka                   | WTA | Nasazení |
| ----------------------------- | ------------------------ | --- | -------- |
| Lotyšsko                      | Jeļena Ostapenková       | 10. | 1.       |
|                               | Jekatěrina Alexandrovová | 20. | 2.       |
| Chorvatsko                    | Donna Vekićová           | 25. | 3.       |
| Belgie                        | Elise Mertensová         | 28. | 4.       |
|                               | Anastasija Potapovová    | 29. | 5.       |
| Itálie                        | Jasmine Paoliniová       | 31. | 6.       |
| Francie                       | Varvara Gračovová        | 39. | 7.       |
| Chorvatsko                    | Petra Martićová          | 40. | 8.       |
| Žebříček WTA k 15. lednu 2024 |                          |     |          |

### Jiné formy účasti
Následující hráčky obdržely divokou kartu do hlavní soutěže:
- Angelique Kerberová
- Sinja Krausová
- Jeļena Ostapenková
- Dajana Jastremská

Následující hráčky postoupily z kvalifikace:
- Erika Andrejevová
- Jodie Burrageová
- Sara Erraniová
- Jule Niemeierová
- Lucrezia Stefaniniová
- Clara Tausonová

Následujíca hráčka postoupila z kvalifikace jako šťastná poražená:
- Jaqueline Cristianová

### Odhlášení
před zahájením turnaje
- Anhelina Kalininová → nahradila ji  Jaqueline Cristianová
- Elina Svitolinová → nahradila ji  Nadia Podoroská
- Markéta Vondroušová → nahradila ji  Katie Boulterová

## Ženská čtyřhra

### Nasazení
| Stát                                                                      | Hráčka                      | Stát      | Hráčka            | WTA  | Nasazení |
| ------------------------------------------------------------------------- | --------------------------- | --------- | ----------------- | ---- | -------- |
| USA                                                                       | Nicole Melichar-Martinezová | Austrálie | Ellen Perezová    | 32.  | 1.       |
| Norsko                                                                    | Ulrikke Eikeriová           | Slovensko | Tereza Mihalíková | 89.  | 2.       |
| Japonsko                                                                  | Eri Hozumiová               | Japonsko  | Makoto Ninomijová | 97.  | 3.       |
| USA                                                                       | Asia Muhammadová            | USA       | Alycia Parksová   | 103. | 4.       |
| Žebříček WTA k 15. lednu 2024; číslo je součtem umístění obou členek páru |                             |           |                   |      |          |

### Jiné formy účasti
Následující pár obdržel divokou kartu:
- Melanie Klaffnerová /  Sinja Krausová

Následující pár nastoupil z pozice náhradníka: 
- Amina Anšbová /  Anastasia Dețiuc

### Odhlášení
před zahájením turnaje
- Jodie Burrageová /  Greet Minnenová → nahradily je Amina Anšbová /  Anastasia Dețiuc

## Přehled finále

### Ženská dvouhra
- Jeļena Ostapenková vs. Jekatěrina Alexandrovová, 6–2, 6–3

### Ženská čtyřhra
- Sara Erraniová /  Jasmine Paoliniová vs.  Nicole Melicharová-Martinezová /  Ellen Perezová 7–5, 4–6, [10–7]